# Cantello
Cantello là một đô thị ở tỉnh Varese trong vùng Lombardia, có cự ly khoảng 45 km về phía tây bắc của Milan và khoảng 4 km về phía đông của Varese, tại biên giới với Thụy Sĩ. Tại thời điểm ngày 31 tháng 12 năm 2004, đô thị này có dân số 4.409 người và diện tích là 9,1 km².
Đô thị Cantello có các frazioni (đơn vị trực thuộc, chủ yếu là các làng) Gaggiolo and Ligurno.
Cantello giáp các đô thị: Arcisate, Cagno, Clivio, Malnate, Rodero, Stabio (Thụy Sĩ), Varese, Viggiù.